# 秦大津父
秦 大津父（はた の おおつち）は、日本古代の、6世紀前半ごろの豪族秦氏の人物。姓はなし。

## 経歴
山背国（やましろのくに）紀郡（きのこおり）深草里（ふかくさのさと）の人。現在の京都市伏見区にあたる。
『日本書紀』巻第十九は、欽明天皇の即位にまつわる、以下のような物語を最初に載せている。
天皇が幼少の頃、以下のような夢をみた。
「秦大津父という者を寵愛すれば、壮年になって必ず天下をしらすことができるでしょう」
目を覚ました天皇は、使いを遣わして広く探させたところ、その人物を見つけることができた。天皇は珍しい夢であったと喜び、大津父に、「何か思い当たることはないか」と尋ねたところ、
「私が伊勢に商価（あきない）をして還る時、山（稲荷山）南方の狼谷（大亀谷）辺りにさしかかったところ、2匹の狼が闘って血まみれになっているのを見かけました。馬から下りて、手を洗い、口をすすいで、『貴い神であるあなたがたが争っていたら、猟士（かりうど）にたちまち捕らわれてしまうでしょう』と言って、争いを止めて、血にぬれた毛を拭い洗って、逃がしてやりました」
と言った。天皇は「この報いだろう」と感心し、彼を近侍させ、優遇した。大津父は富を重ね、天皇が即位した後には大蔵の司に任じられた。
欽明天皇元年8月（540年）には、漢人・秦人ら、日本に帰化した人々を戸籍に登録したとあり、秦人7,053戸を管掌する伴造に「大蔵掾」を任命したと記されている。この「大蔵掾」は大津父のことであろうと想像される。

## 考証
この説話は、秦氏と商業活動との関連性を示している。すなわち、調の貢納にあたる秦氏集団が、族長である大津父の下に組織化され、朝廷の蔵の経営に参与するようになった歴史的事実を示しているものと推定される。
また、秦氏の拠点は、紀伊郡深草の地のほかに、葛野郡太秦の地が有名であり、6世紀中葉から7世紀初頭頃に、秦氏の族長が深草から太秦に移住したか、あるいは深草から太秦の一族に族長権が移動したことが考えられる。あるいは、深草の秦氏は直系ではなく、傍系であった可能性もある。「深草」の名前は、「伊奈利社」や、『書紀』巻第二十四の山背大兄王の変の際の「深草屯倉」などに現れている。